# Córka dla diabła
Córka dla diabła (org. To the Devil a Daughter) – brytyjski horror wyreżyserowany przez Petera Sykesa.
Film miał swoją premierę światową 4 marca 1976 r. Fabuła filmu rozwija się dookoła zamiaru złożenia w ofierze diabłu tytułowej córki, w rolę której wcieliła się nastoletnia Nastassja Kinski.

## Obsada
- Richard Widmark jako John Verney
- Christopher Lee jako ojciec Michael Rayner
- Honor Blackman jako Anna Fountain
- Denholm Elliott jako Henry Beddows
- Michael Goodliffe jako George De Grass
- Nastassja Kinski jako Catherine Beddows
- Eva Maria Meineke jako Eveline de Grass
- Anthony Valentine jako David
- Derek Francis jako biskup
- Constantine Gregory jako Kollde
- Brian Wilde jako czarnoskóry służący
- Howard Goorney jako krytyk
- Frances de la Tour jako przedstawiciel Armii Zbawienia